# Alto alemán antiguo

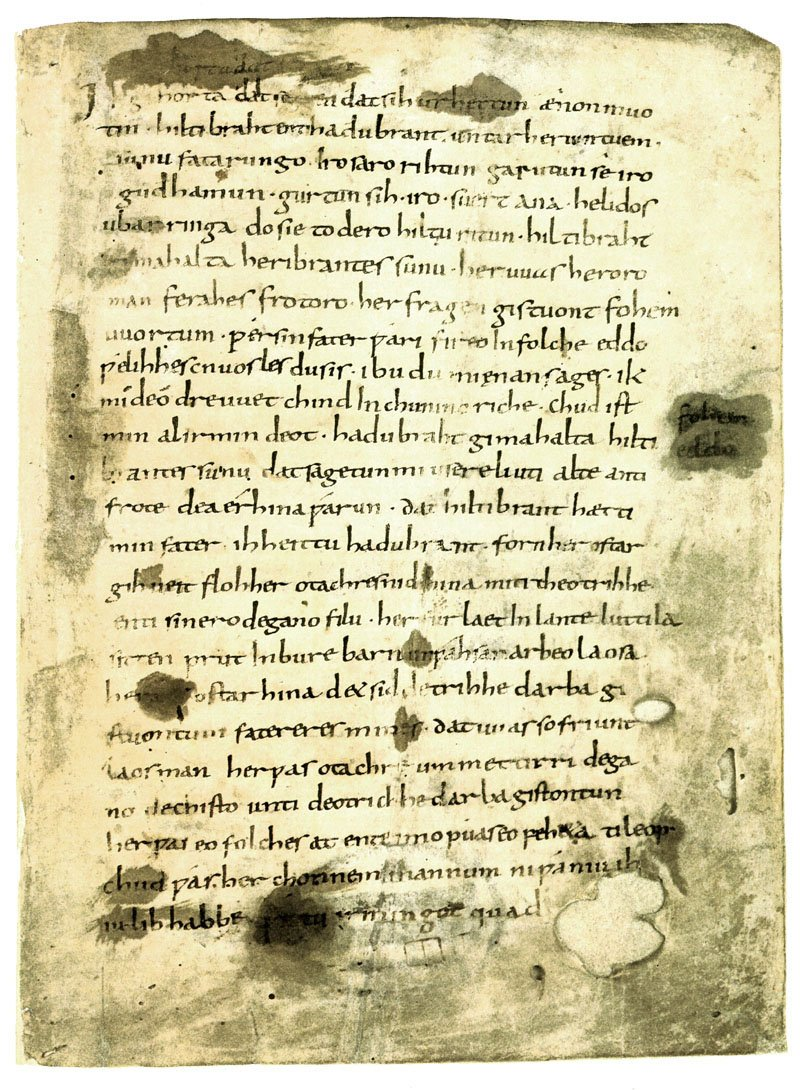
Primera página del cantar de Hildebrando.

El término alto alemán antiguo (AAA, en alemán: Althochdeutsch) se refiere a la fase más temprana del idioma alemán y convencionalmente cubre el periodo desde cerca del 500 hasta el 1050. Textos escritos no aparecen hasta la segunda mitad del siglo VIII, aunque algunas palabras y nombres se han encontrado en textos en latín antes de dicha fecha. Por esta razón, algunos tratan el periodo anterior a 750 como 'prehistórico', y datan el principio del antiguo alto alemán propiamente desde el 750.
La principal diferencia entre el antiguo alto alemán y los dialectos germánicos occidentales de los que se desarrolló, es que sufrió el segundo cambio consonántico o zweite Lautverschiebung (Segunda mutación consonántica). Esto suele datarse muy aproximadamente desde finales del siglo V y principios del siglo VI, por lo tanto datando el comienzo del AAA alrededor del 500. El resultado de esta evolución de los sonidos es que el sistema de consonantes alemán permaneció diferente de todas las otras lenguas germánicas occidentales, incluyendo el idioma inglés y el bajo alemán. Gramaticalmente, sin embargo, el antiguo alto alemán permaneció muy similar al inglés antiguo y al sajón antiguo.

## Aspectos históricos, sociales y culturales

### Dialectos

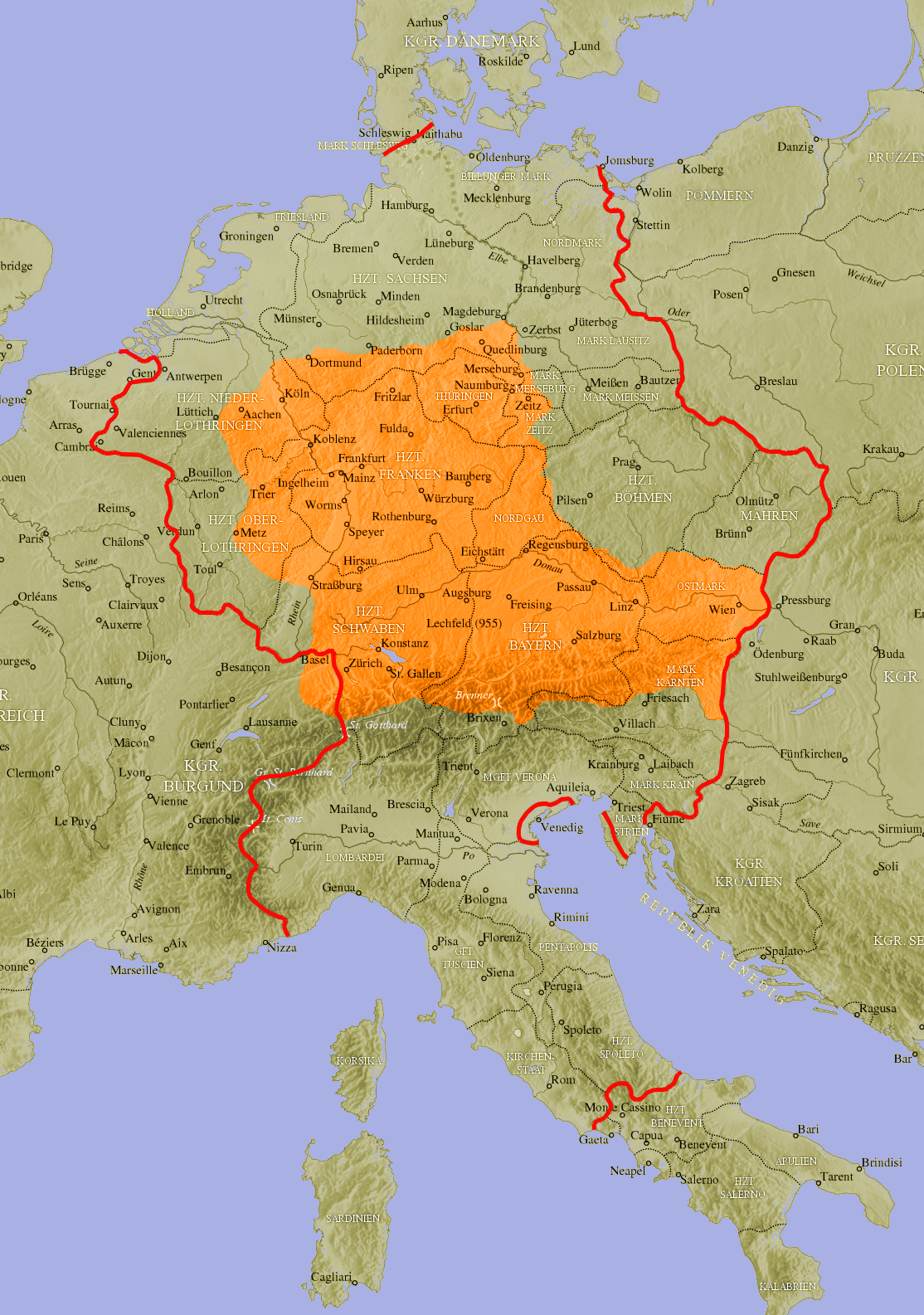
Área de habla del antiguo alto alemán en el Sacro Imperio Romano Germánico alrededor del 950.

No había un estándar o una variedad suprarregional del antiguo alto alemán. Cada texto está escrito en un dialecto en particular, o en algunos casos en una mezcla de ellos. En general, las principales divisiones de los dialectos del AAA parecen ser similares a las de los periodos posteriores y están basadas en grupos territoriales establecidos y en los efectos de la zweite Lautverschiebung (Segunda mutación consonántica), que han permanecido hasta el día de hoy. Pero debido a que la evidencia directa sobre el antiguo alto alemán consiste solamente en manuscritos producidos en algunos pocos importantes centros eclesiásticos, no hay información de isoglosas del tipo en el que se basan los mapas dialectales modernos. Por esta razón, los dialectos del AAA pueden calificarse como dialectos de monasterio.
Los principales dialectos del AAA, con sus respectivas diócesis y monasterios:
- Alemán central
  - Franco medio: Tréveris, Echternach, Colonia
  - Franco del Rin: Lorsch, Espira, Worms, Maguncia, Fráncfort
  - Franco meridional del Rin: Weissenburg
  - Franco oriental: Fulda, Bamberg, Wurzburgo
  - Turingio: (no hay textos)
  - Franco occidental: dialectos conjeturados de los francos de la Galia del Norte
- Alto alemán
  - Alemánico: Murbach, Reichenau, Sankt Gallen, Estrasburgo
  - Bávaro: Frisinga, Passau, Ratisbona, Augsburgo, Ebersberg, Wessobrunn, Tegernsee, Salzburgo, Mondsee
  - Longobárdico: (no hay textos, incierto)

Hay algunas diferencias importantes entre la extensión geográfica de los dialectos del antiguo alto alemán y la del alemán moderno:
- Ningún dialecto del alemán era hablado al este del río Elba; en el periodo del AAA el área estaba ocupada por pueblos eslavos, y no hubo asentamientos de pueblos germanos hasta el siglo XII.
- El dialecto longobárdico, de los lombardos que invadieron el norte de Italia en el siglo VI, puede haber sido un dialecto del alto alemán, si bien queda poca evidencia.
- Los francos conquistaron el norte de la Galia, así como el sur del Loira; la frontera lingüística se estableció luego aproximadamente a lo largo del curso del Mosa y el Mosela, con francohablantes francos más al oeste, que fueron romanizados.

Con la victoria de Carlomagno sobre los lombardos en 776, toda la gente que hablaba alto alemán había sido incorporada al Imperio Franco. Los sajones y los frisones también fueron dominados por Carlomagno, con lo que todos los hablantes de germánico occidental del continente quedaron bajo el gobierno de los Francos. Sin embargo, ya que el lenguaje de la administración y de la iglesia era el latín, esta unificación no llevó a ningún desarrollo de alguna variedad suprarregional del alemán hasta que naciera el alto alemán reciente.

### Paso al alemán medio
Hacia la mitad del siglo XI, las numerosas diferentes vocales encontradas en sílabas sin énfasis se redujeron todas a 'e'. Ya que estas vocales eran parte de las terminaciones gramaticales en los sustantivos y verbos, su pérdida llevó a una radical simplificación de la gramática flexional del alemán. Por consiguiente, el año 1050 se considera como el principio del periodo del alto alemán medio, si bien casi no hubo textos en alemán durante los siguientes cien años.
Ejemplo de reducción de vocales en sílabas sin énfasis:
| antiguo alto alemán | alto alemán medio | español     |
| mahhōn              | machen            | hacer       |
| taga                | tage              | días        |
| demu                | dem               | al (a + el) |

(Las formas del alemán moderno de estas palabras son, en términos generales, las mismas que en el alto alemán medio.)

## Descripción lingüística

### Fonología
Las vocales fonológicamente distintivas del alto alemán antiguo se ordenan de la siguiente manera:
|             | Cortas    | Cortas   | Largas    | Largas |
| anterior    | posterior | anterior | posterior |        |
| ----------- | --------- | -------- | --------- | ------ |
| cerradas    | i, ü      | u        | ī, ǖ      | ū      |
| semicerrada | e         | o        | ē, ȫ      | ō      |
| semiabierta | ë, ö      | o        | ē, ȫ      | ō      |
| abiertas    | ä         | a        | ǟ         | ā      |
- Las vocales /e, o/ serían ligeramente más abiertas que las largas /ē, ō/, por lo que se podrían representar también como /ɛ, ɔ/. Por otra parte la diferencia /ä/-/a/ [y la de las correspondientes largas] es del tipo /æ/-/ɑ/.
- Las vocales /ä, ë, ö, ü/ se denotan en AFI usualmente como /æ, ɛ, œ, y/ y en los textos se transcriben sin umlaut como <a, e~ea, o, u>.

En cuanto a las consonantes se tiene:
|             | Labial | Dento- Alveolar | (Post-) alveolar | Palatal | Velar | Glotal |
| ----------- | ------ | --------------- | ---------------- | ------- | ----- | ------ |
| Oclusiva    | p b    | t d             |                  |         | k g   | (ʔ)    |
| Africada    | pf͡     | ts͡              | ts͡               |         | kx    |        |
| Fricativa   | f v    | s /s̪/           | ṡ /s̺/ ż          |         | x     | h      |
| Líquida     |        | r l             |                  |         |       |        |
| Aproximante | w      |                 |                  | j       |       |        |
| Nasal       | m      | n               |                  |         |       |        |
El sistema de escritura no es precisamente fonémico y la correspondencia entre grafemas y fonemas no es directa, la siguiente tabla muestra algunas correspondencias:
| Fonema  | p | b | t | d | k    | g | pf     | ts     | f     | v   | s        | ṡ  | ż | x      | h | m | n | l | r | w  | j |
| Grafema | p | b | t | d | c, k | g | pf, ph | z,tz,c | f, ph | f,u | z, zs, s | ss | s | hh, ch | h | m | n | l | r | uu | i |

### Gramática
Los nombres y adjetivos del alto alemán antiguo, al igual que sucede en alemán moderno, distinguen tres géneros (masculino, femenino y neutro) y dos números (singular y plural) y presentan flexión nominal según el caso gramatical (se distinguen cinco casos, uno más que en alemán moderno). La siguiente tabla muestra la declinación de la palabra 'día' (tag-) en diversos estadios de desarrollo del alemán:
|              | Proto- germánico | Proto- germánico | Alemán antiguo | Alemán antiguo | Alemán medio | Alemán medio | Alemán moderno | Alemán moderno |
| caso         | singular         | plural           | singular       | plural         | singular     | plural       | singular       | plural         |
| ------------ | ---------------- | ---------------- | -------------- | -------------- | ------------ | ------------ | -------------- | -------------- |
| Nominativo   | *dagaz           | *dagōz           | tag            | tagā̆           | tac          | tage         | Tag            | Tage           |
| Acusativo    | *daga            | *dagāⁿ           | tag            | tagā̆           | tac          | tage         | Tag            | Tage           |
| Genitivo     | *dagas           | *dagō            | tages          | tago           | tages        | tage         | Tages          | Tage           |
| Dativo       | *dagē            | *dagumz          | tage           | tagum          | tage         | tagen        | Tage           | Tagen          |
| Instrumental | *dagu            | *dagumz          | tagu           | tagum          | tage         | tagen        | Tage           | Tagen          |
En alemán antiguo los adjetivos y sustantivos se dividen en diferentes "declinaciones" dadas por la vocal temática. Para la vocal temática -a se tienen además del tipo puro dos subtipos ja y wa que se dan a cotinuación:
| Temas en a   | Temas en a      | Temas en a      | Temas en a     | Temas en a      | Temas en a    | Temas en a    |
| caso         | Puro (-a) 'día' | Puro (-a) 'día' | (-ja) 'pastor' | (-ja) 'pastor'  | (-wa) 'nieve' | (-wa) 'nieve' |
| caso         | singular        | plural          | singular       | plural          | singular      | plural        |
| ------------ | --------------- | --------------- | -------------- | --------------- | ------------- | ------------- |
| Nominativo   | tag             | tagā̆            | hirti          | hirtā̆           | snēo          | snēwā̆         |
| Acusativo    | tag             | tagā̆            | hirti          | hirtā̆           | snēo          | snēwā̆         |
| Genitivo     | tages           | tago            | hirtes         | hirt(i)o        | snēwes        | snēwo         |
| Dativo       | tage            | tagum           | hirt(i)e       | hirtum ~ hirtim | snēwe         | snēwum        |
| Instrumental | tagu            | tagum           | hirt(i)u       | hirtum ~ hirtim | snēwe         | snēwum        |

## Textos
La fase temprana del periodo registró una considerable actividad misionera, y para el 800, todo el Imperio Franco había sido cristianizado en principio. Todos los manuscritos que contienen textos en antiguo alto alemán fueron escritos por escribas eclesiásticos, cuya principal tarea era escribir en latín más que en alemán. Consecuentemente, la mayoría de los textos en AAA eran de naturaleza religiosa y mostraban una fuerte influencia del latín eclesiástico en el vocabulario. De hecho, la mayoría de los textos en prosa sobrevivientes son traducciones de originales en latín. Incluso trabajos seculares, tales como el Hildebrandslied, se han preservado generalmente porque fueron escritos en hojas sobrantes de códices religiosos.
El texto en AAA más temprano se dice generalmente que es el Códice Abrogans, un glosario latín antiguo-alto alemán datado entre 750 y el 780, probablemente de Reichenau. Los Encantamientos de Merseburg del siglo VIII son los únicos vestigios de la literatura germana precristiana. Los textos más tempranos no dependientes de originales en latín parecen ser el Hildebrandslied y la Plegaria Wessobrunn, ambos grabados en manuscritos de principios del siglo IX, si bien se asume que los textos se derivaban de copias anteriores.
El bávaro Muspilli es el único sobreviviente de lo que debió haber sido una vasta tradición oral. Otros trabajos importantes son los Evangelienbuch de Otfried von Weissenburg, el corto pero espléndido Ludwigslied y el Georgslied del siglo IX. La frontera con el alto alemán medio temprano (desde aprox. 1050) no está clara. El ejemplo más impresionante de literatura en AAMT es el Annolied.

## Ejemplos de textos
El Padre nuestro en una lengua germánica anterior al AAA, en tres dialectos de este y en alemán contemporáneo. Debido a que estas son traducciones de un texto litúrgico, es mejor no considerarlas como ejemplos del lenguaje idiomático, pero muestran claramente la variación dialectal.
| Gótico, siglo IV | Alemánico, siglo VIII | Franco del Sur del Rin, siglo IX | Franco del Este, c. 830 | Bávaro, inicios del siglo IX | Alemán contemporáneo, 1930 |
| Codex Argenteus de Ulfilas | Paternoster de Sankt Gallen | Catequesis de Weissenburg | Tatian en AAA | Paternoster de Freising | Misal de Schott |
| --- | --- | --- | --- | --- | --- |
| atta unsar þu ïn himinam weihnai namo þein qimai þiudinassus þeins wairþai wilja þeins swe ïn himina jah ana airþai hlaif unsarana þana sinteinan gif uns himma daga jah aflet uns þatei skulans sijaima swaswe jah weis afletam þaim skulam unsaraim jah ni briggais uns ïn fraistubnjai ak lausei uns af þamma ubilin | Fater unser, thu bist in himile uuihi namu dinan qhueme rihhi diin uuerde uuillo diin, so in himile, sosa in erdu prooth unseer emezzihic kip uns hiutu oblaz uns sculdi unsero so uuir oblazem uns skuldikem enti ni unsih firleit in khorunka uzzer losi unsih fona ubile | Fater unser, thu in himilom bist, giuuihit si namo thin quaeme richi thin uuerdhe uuillo thin samam so in himile end in erthu Brooth unseraz emezzigaz gib uns hiutu end farlaz uns sculdhi unsero same so uuir farlazzem scolom unserem endi ni geleidi unsih in costunga auh arlosi unsih forn ubile | Fater unser, thu thar bist in himile si geheilagot thin namo queme thin rihhi si thin uuilo so her in himile ist, so si her in erdu unsar brot tagalihhaz gib uns hiutu inti furlaz uns unsara sculdi so uuir furlazemes unsaren sculdigon inti ni gileitest unsih in costunga uzouh arlosi unsih fon ubile | Fater unser, du pist in himilum. Kauuihit si namo din. Piqhueme rihhi din, Uuesa din uuillo, sama so in himile est, sama in erdu. Pilipi unsraz emizzigaz kip uns eogauuanna. Enti flaz uns unsro sculdi, sama so uuir flazzames unsrem scolom. Enti ni princ unsih in chorunka. Uzzan kaneri unsih fona allem sunton. | Vater unser, der Du bist im Himmel, geheiligt werde Dein Name; zu uns komme Dein Reich; Dein Wille geschehe, wie im Himmel, also auch auf Erden! Unser tägliches Brot gib uns heute; und vergib uns unsere Schuld, wie auch wir vergeben unsern Schuldigern; und führe uns nicht in Versuchung, sondern erlöse uns von dem Übel. |

Fuente: Braune/Ebbinghaus, Althochdeutsches Lesebuch, 15.ª edn (Niemeyer, 1969), de:Wulfila y de:Vaterunser.